# Wolfgang Nast
Wolfgang Nast (* 12. September 1805, in Schwandorf; † 13. Februar 1856 in München) war ein bayerischer katholischer Geistlicher und Landtagsabgeordneter.

## Werdegang
Er stammte aus Schwandorf, wurde Religionslehrer am Alten Gymnasium am Ägidienplatz in Regensburg, der Vorläuferschule des Albertus-Magnus-Gymnasiums und danach Pfarrer in Sulzbach. 1849 ging Nast als Stadtpfarrer nach Amberg. 1849 und ein zweites Mal von 1855 bis zu seinem Tod gehörte er der Kammer der Abgeordneten des Bayerischen Landtags an.
Er wird gerühmt für seine Kanzelberedsamkeit, seinen Eifer beim Abstellen von Missständen und für seine Leutseligkeit.